# Cristinacce
Cristinacce település Franciaországban, Corse-du-Sud megyében. Lakosainak száma 72 fő (2022. január 1.). Cristinacce Marignana, Évisa, Letia, Renno és Albertacce községekkel határos.

## Népesség
A település népességének változása:
| Lakosok száma | 96   | 60   | 49   | 59   | 56   | 56   | 63   | 68   | 67   | 72   |
|               | 1968 | 1982 | 1990 | 2006 | 2013 | 2015 | 2017 | 2019 | 2020 | 2022 |